# Експертиза
Експерти́за (від лат. expertus — досвідчений, знавець) — розгляд, дослідження експертом-фахівцем якихось справ, питань, що потребують спеціальних знань. У найбільш загальному вигляді експертиза — це спосіб аналізу причинно-наслідкових зв'язків не тільки стосовно того, що вже відбулося, але й того, що очікується, має або може відбутися; це спосіб пізнання певної реальності у тих випадках, коли ця реальність не піддається прямому вимірюванню, обрахуванню і взагалі якому завгодно «об'єктивному дослідженню». На сьогодні експертиза має досить широке застосування та практикується не лише у судово-експертній діяльності, а також і в конституційному праві при оцінці діяльності органів державної влади.
Судова експертиза  - це  дослідження  експертом на   основі   спеціальних  знань  матеріальних об'єктів,  явищ і процесів,  які  містять  інформацію  про обставини   справи,   що  перебуває   у  провадженні органів досудового розслідування чи суду.
Судово-експертна діяльність   здійснюється    на   принципах   законності, незалежності, об'єктивності і повноти дослідження.
Судовими експертами можуть бути особи,  які  мають необхідні   знання для надання висновку з досліджуваних питань.     Судовими експертами державних  спеціалізованих установ можуть  бути    фахівці,    які   мають    відповідну    вищу    освіту,  освітньо-кваліфікаційний рівень   не  нижче спеціаліста,  пройшли відповідну підготовку та отримали кваліфікацію судового експерта з  певної спеціальності.
Під час  проведення  судових експертиз  об'єкти  дослідження   можуть бути пошкоджені або витрачені лише у тій мірі,  в якій  це   необхідно для дослідження. 
Висновок експерта – це результат діяльності експерта з проведення експертизи, докладний опис проведених експертом досліджень та зроблені за їх результатами висновки, обґрунтовані відповіді на запитання, поставлені особою, яка залучила експерта, або слідчим суддею чи судом, що доручив проведення експертизи, викладений у складеному відповідно до вимог закону документі.

## Законодавство про експертизу
Проведення експертиз в Україні регламентується Законом "Про наукову і науково-технічну експертизу", положенням «Про організацію та проведення наукової та науково-технічної експертизи», Законом Про судову експертизу,  Інструкцією Про призначення та проведення судових експертиз та експертних досліджень,  затверджену Наказом Міністерства юстиції України  08.01.1998  № 53/5 (у редакції наказу  Міністерства юстиції України  26.12.2012 № 1950/5 , із змінами внесеними Наказом Міністерства юстиції України від 27 липня 2015 року № 1350/5),  іншими нормативно-правовими актами.

## Види експертиз
Класифікація експертиз має велике наукове та практичне значення. Для практики вона забезпечує правильний вибір спеціальних знань, які слід використати при отриманні інформації з будь-якого джерела, дає змогу визначити напрям методичного й організаційного забезпечення експертиз.
Система судових експертиз включає такі види: криміналістична [почеркознавча; лінгвістична експертиза мовлення; технічна експертиза документів;  експертиза зброї та слідів і обставин її використання (дослідження вогнепальної зброї та бойових припасів до неї, дослідження слідів зброї, слідів пострілу та ситуаційних обставин пострілу, дослідження холодної зброї, дослідження зброї з некінетичним принципом ураження, дослідження гранатометів та ствольної артилерійської зброї, дослідження ракетно-реактивної зброї); трасологічна (крім досліджень слідів пошкодження одягу, пов’язаних з одночасним спричиненням тілесних ушкоджень, які проводяться в бюро судово-медичної експертизи); фототехнічна, портретна; експертиза голограм; відео-, звукозапису; вибухотехнічна; матеріалів, речовин та виробів (лакофарбових матеріалів і покриттів; полімерних матеріалів; волокнистих матеріалів; нафтопродуктів і пально-мастильних матеріалів; скла, кераміки; наркотичних засобів, психотропних речовин, їх аналогів та прекурсорів; спиртовмісних сумішей; ґрунтів; металів і сплавів; наявності шкідливих речовин у навколишньому середовищі; речовин хімічних виробництв та спеціальних хімічних речовин; харчових продуктів; сильнодіючих і отруйних речовин); біологічна]; судово-медична; судово-психіатрична; судово-бухгалтерська; біологічна; психологічна; ґрунтознавча; судово-хімічна;  ботанічна; мистецтвознавча; фармацевтична; зоотехнічна; екологічна; військова; інженерно-технічна [інженерно-технічна: інженерно-транспортна (автотехнічна, транспортно-трасологічна, залізнично-транспортна); дорожньо-технічна; будівельно-технічна (оціночно-будівельна); земельно-технічна (оціночно-земельна); експертиза з питань землеустрою; пожежно-технічна; безпеки життєдіяльності; гірничотехнічна; інженерно-екологічна; електротехнічна; комп'ютерно-технічна; телекомунікаційна]; економічна [бухгалтерського та податкового обліку; фінансово-господарської діяльності; фінансово-кредитних операцій];  товарознавча (машин, обладнання, сировини й товарів народного споживання; автотоварознавча; транспортно-товарознавча; військового майна, техніки та озброєння); експертиза у сфері інтелектуальної власності; лінгвістична експертиза мовлення [лінгвістична експертиза писемного мовлення (авторознавча, семантико-текстуальна експертиза); лінгвістична експертиза усного мовлення]
Принципове завдання щодо ідентифікації слідів крові та зразків для порівняльного дослідження, взятих у конкретної особи, дає змогу вирішити використання розробленого протягом останніх років методу генотипоскопії (ДНК-дактилоскопії). Метод ґрунтується на аналізі нової категорії генетичних маркерів – поліформних ділянок дезоксирибонуклеїнової кислоти (ДНК), що характеризуються, як з’ясувалося, достатньою індивідуальністю Цей метод є одним із найбільш перспективних у сучасній криміналістиці і має стати одним із найбільш пріоритетних напрямів розвитку експертології. Коло питань, які можуть бути розв’язані на основі сучасних досягнень експертології розкриваються в юридичних виданнях останніх років.
На експерта у процесі експертизи в кримінальному процесі  покладаються обов’язки: використовувати всі наявні в його розпорядженні науково-технічні методи, засоби і свої знання для правильного і науково-обґрунтованого розв’язання поставлених перед ним питань, отримання достовірних висновків; провести повне і всебічне дослідження та дати обґрунтований та об’єктивний письмовий висновок; на вимогу органу дізнання, слідчого, прокурора, судді дати роз’яснення щодо даного ним висновку. Під час експертизи експерт самостійно обирає засоби і методи дослідження. Експерт дає висновок від свого імені і несе за нього особисту відповідальність. 
Строк проведення експертизи встановлюється відповідно до п. 1.13 Інструкції про призначення та проведення судових експертиз та експертних досліджень (затвердженої Наказом  Міністерства юстиції України  08 січня 1998 р. № 53/5, у редакції наказу  Міністерства юстиції України  26 грудня 2012 р. № 1950/5 зі змінами і доповненнями, внесеними 27 липня 2015 року наказом № 1350/5) залежно від складності дослідження з урахуванням експертного навантаження фахівців керівником експертної установи (або заступником керівника чи керівником структурного підрозділу) у межах: 10 календарних днів – щодо матеріалів з невеликою кількістю об’єктів і простих за характером досліджень;  30 календарних днів – щодо матеріалів із середньою кількістю об’єктів або середньої складності за характером досліджень;  60 календарних днів – щодо матеріалів з великою кількістю об’єктів або складних за характером досліджень; понад 60 календарних днів – щодо матеріалів із дуже великою кількістю об’єктів або особливо складних за характером досліджень (досліджень з використанням криміналістичного обладнання (лазерного, оптичного, електронного), проведення експериментальних досліджень, застосування декількох методів), під час цього строк виконання не повинен перевищувати 90 календарних днів. 
Висновки експерта можуть бути: категоричними (позитивними або негативними), ймовірними (діагностичними) та такими, що вказують на неможливість розв’язання питання. Якщо експерт дає ймовірний висновок або висновок про неможливість вирішення питання, то в дослідницькій частині він зобов’язаний викласти причини, з яких не виявилося можливим вирішити питання в категоричній формі або довелося відмовитися від розв’язання питання.

## ДЖЕРЕЛА ТА ЛІТЕРАТУРА
- Аверьянова Т. В. Судебная експертиза. Курс общей теории / Т.В. Аверьянова.- М. : Норма, 2008. - 480с.
- Галаган В. І. Процесуальний порядок і тактика одержання зразків для експертного дослідження у кримінальному судочинстві України: монографія / В. І. Галаган, О. В. Козак. – Донецьк: ТОВ « ВПП « Промінь», 2012. – 240 с.
- Голубятников С. П.  Основы бухгалтерского учета и судебно-бухгалтерской экспертизы / С. П. Голубятников, Н. В. Кудрявцева. – М.  1976. –  336 с.
- Гончаренко В. Г. Судово-психологічна експертиза у кримінальному провадженні: науково-практичний посібник / В. Г. Гончаренко. – К.: Прецедент, 2013. – 43 с.
- Експертиза наркотичних та вибухонебезпечних речовин : Підруч. для студ. вищ. навч. закл. / В. О. Васільєва, І. В. Ємченко; Львів. комерц. акад. - Л. : Компакт-ЛВ, 2005. - 302 c. - Бібліогр.: с. 259-268.
- Експертизи у судовій практиці / [Арсенюк Т. М., Беляк Ю.М., Бояров В. І. та інші] : За заг. ред. В. Г. Гончаренка. - К.: Юрінком Інтер, 2004. – 388 с.
- Експертизи на досудовому слідстві: навчальний посібник / Є. І. Макаренко, О. В. Негодченко, В. М. Тертишник. – Дніпропетровськ, 2001. – 204 с.
- Калашникова О. Л. Основи мистецтвознавчої експертизи та вартісної оцінки культурних цінностей : підручник / О. Л. Калашникова. – К.: Знання, 2006. – 477 с.
- Клименко Н. І. Судова експертологія : курс лекцій : навч. посіб. для студ. юрид. спец. вищ. навч. закл / Н.І. Клименко.- К.: Ін Юре, 2007. – 528с.
- Котюк І. І. Теоретичні аспекти криміналістичної ідентифікації: Монографія / І. І. Котюк. – К.: Видавничо-поліграфічний центр “Київський університет”, 2004. – 208 с.
- Криміналістика. Криміналістична тактика і методика розслідування злочинів : підруч. [для студ. юрид. вищ. навч. закл.] / За ред. проф. В. Ю. Шепітька. – Х. : Право, 1998. – 376 с.
- Криміналістика: підруч. для студ. вищ. навч. закл. / [К. О. Чаплинський, О. В. Лускатов, І. В. Пиріг, В. М. Плетенець, Ю. А. Чаплинська]. – Дніпропетровськ : Дніпроп. держ. ун-т внутр. справ, Ліра ЛТД, 2014. – 380 с.
- Нестерович В.Ф. Конституційно-правові види громадської експертизи в Україні [Архівовано 29 жовтня 2020 у Wayback Machine.]. Експерт. 2018. № 2. С. 67-76.
- Основи автотехнічної експертизи дорожньо-транспортних пригод : навч. посіб. / Р. Я. Качмар, Р. В. Зінько, В. Т. Придиба, І. С. Лозовий. – Львів : КІНПАТРІ ЛТД, 2014. – 156 с. : іл. – Бібліогр.: с. 154-155 (18 назв).
- Пиріг І. В. Теоретико-прикладні проблеми експертного забезпечення досудового розслідування: монографія / І. В. Пиріг – Дніпропетровськ : Дніпроп. держ. ун-т внутр. справ; Ліра ЛТД, 2015. – 432 с.
- Пиріг І. В. Судова експертологія: проблеми формування предмета та системи науки / І.В. Пиріг // Науковий вісник Дніпропетровського державного університету внутрішніх справ: Збірник наукових праць. –  2013. – № 2 (66). – С. 485-493.
- Спіріна І. Д. Судово-психіатрична експертиза: Навчальний посібник / І. Д. Спіріна. – Дніпропетровськ, 1999.
- Теорія доказів: підручник / К. В. Антонов, О. В. Сачко, В. М. Тертишник, В. Г. Уваров / За заг. ред. В. М. Тертишника. – Київ: Алерта, 2015. – 294 с.
- Тертишник В. М. Науково-практичний коментар Кримінального процесуального кодексу України. Видання 13-те доповн. і перероб. / В. М. Тертишник. – К.: Правова єдність, 2017. – 824 с.
- Шумило М.Є. Непрямі докази в кримінальному поцесі : Монографія / М.Є. Шумило, О.К. Тугарова. – Х. СПДФО Боровін О.В., 2012. – 206с.